# Alda (Alava)
Pour les articles homonymes, voir Alda.
Alda est une commune ou une contrée appartenant à la municipalité d'Harana dans la province d'Alava, située dans la Communauté autonome basque en Espagne.